# Lauri Kennedy
Irvine Robert Laurie Kennedy (* 5. Juli 1896 in Randwick, Sydney; † 26. April 1985 in Sacramento, Kalifornien) war ein australischer Cellist.

## Leben
Kennedy wurde in Randwick, einem Vorort von Sydney, als Sohn eines englischen Vaters und einer einheimischen Mutter geboren. Er studierte bei Herbert Walenn am Royal College of Music in London und bei Paul Grümmer in Wien. Dame Nellie Melba wurde auf ihn aufmerksam und ermutigte ihn zu weiteren Studien in den USA. Dort wurde er auf persönliche Einladung von Arturo Toscanini Solocellist der New York Philharmonic. Er spielte Kammermusik mit Künstlern wie Arthur Rubinstein und Jascha Heifetz. In Großbritannien spielte er in einem bekannten Klavierquartett namens „Chamber Music Players“ mit Albert Sammons, Lionel Tertis und William Murdoch. Außerdem trat er mehrere Jahre mit dem Tenor John McCormack auf.
1929 wurde er Solocellist des BBC Symphony Orchestra von Sir Adrian Boult und spielte dort bis 1935. Es wurde festgestellt, dass er es war, der das große Cello-Solo im langsamen Satz des 2. Klavierkonzerts von Brahms in der Aufnahme aus dem Jahre 1935 von Boult mit Artur Schnabel gespielt hat. Gemeinsam mit Fritz Kreisler und William Primrose nahm er mehrere musikalische Werke auf, darunter 1935 Kreislers Streichquartett in a-moll (aus dem Jahre 1919) zusammen mit Thomas Petre als 2. Geiger, der wie Primrose zuvor Mitglied des „London String Quartet“ gewesen war. Er nahm die Cellosonate von Edgar Bainton auf. Nachdem Felix Salmond und Guilhermina Suggia abgelehnt hatten, wurde Lauri Kennedy für die Uraufführung von Frank Bridges Oration für Cello und Orchester (komponiert 1930) engagiert, zog sich jedoch während der Proben zurück. (Die Uraufführung erfolgte erst 1936 mit der Feuermann-Schülerin Florence Hooton als Solistin unter Leitung des Komponisten.) Außerdem war er Professor am Royal College of Music.